# Dysoxylum pettigrewianum
Dysoxylum pettigrewianum är en tvåhjärtbladig växtart som beskrevs av Frederick Manson Bailey. Dysoxylum pettigrewianum ingår i släktet Dysoxylum och familjen Meliaceae. Inga underarter finns listade i Catalogue of Life.